# Межиріцька культура
Межиріцька культура — археологічна культура пізнього палеоліта. Місцева культура Східного гравета.
Поширена була у Середньому Подніпров'ї.
Стоянки на лівобережжі — Гінці, Добраничівка, Семенівка I,-II, -III, Шушвалівка I, -II; на правобережжі — Межирічи, Фастів, Горбулів.
Шкребки незначно переважають над різцями (2-3 %). Вироби із притупленим краєм відносно нечисленні (до 11 %). Мікропластинки з мікроретушшю відсутні. Численні пластинки з ретушшю (близько 15 %). Сколи з ретушшю (близько 3 %). Серед виробів із притупленим краєм значно переважають пластинки й мікропластинки (близько 80 %). Вістря і мікровістря (до 20 %) (близько 19 % становлять граветовидні із прямою спинкою й понад 80 % знарядь із опуклою спинкою або косі. Пластинки і мікропластинки із притупленим краєм близько 50 % знарядь із одним крутовідсіченим краєм, близько 6 % із двома крутовідсіченими краями і понад 40 % з одним або двома прямо або округло ретушованими кінцями. Серед шкребків: до 75 % — це кінцеві на пластинках й сколах, багато подвійних (понад 9 %); менше (до півтора відсотків) — округлих, є окремі бічні й «з носиком», стрілчастих — (до 1,7 %). Різці: бічні (більше 40 %), серединні (близько 20 %), кутові (близько 17 %), ч подвійні (близько 15 %), потрійні (до 2 %)).
Радіокарбонно датується 13,000—11,000 рр. до Р.Х.. Узгоджується з терміном існування суміжних, тотожніх культур. Датування стоянок: Гінці — 13400±185 (QC-898); Межирічи — 14320± 270 (QC-897), 15245±1080 (QC-900); Семенівка І — 13600±160 (Ki.5510); Семенівка ІІ — 14200±180 (Ki-5509); Добраничівка — 12700±200 (Оха-700) (оксфордське датування завжди дає молодші результати).
Найближчим аналог за крем'яної індустрії межирицької культури є матеріали Північноприазовської культури. По окремих показниках (домобудівництво) вона близька і до деснянської культури. Припускають, що межиріцька культура склалася в результаті просування носіїв Північноприазовської культури на північний захід, з Надпорожжя в Середнє Подніпров'я, і їхнього контакту з носіями деснянської культури.